# 문화로 (대전)
문화로(Munhwa-ro)는 대전광역시 중구 산성동에서 중구 대사동 충대병원네거리를 잇는 도로이다.

## 주요 경유지
대전광역시
- 중구 (산성동 . 문화동 . 대사동)

## 노선
| 이름                      | 접속 노선                      | 소재지        | 소재지        | 소재지        | 비고          |
| 도산로와 직결             | 도산로와 직결                  | 도산로와 직결 | 도산로와 직결 | 도산로와 직결 | 도산로와 직결 |
| ------------------------- | ------------------------------ | ------------- | ------------- | ------------- | ------------- |
| 도마교                    |                                | 대전광역시    | 중구          | 산성동        |               |
| 머티네거리                | 지방도 제635호선 (대둔산로)    | 대전광역시    | 중구          | 산성동        |               |
| 문화초교네거리            | 대전광역시도 제20호선 (유천로) | 대전광역시    | 중구          | 문화동        |               |
| 문화육교삼거리 (문화육교) | 대전광역시도 제21호선 (산성로) | 대전광역시    | 중구          | 문화동        |               |
| 충대병원네거리            | 국도 제4호선 (계룡로) 보문산로 | 대전광역시    | 중구          | 대사동        |               |
| 충무로와 직결             |                                |               |               |               |               |

## 주요 건물 및 시설
- 충남대학교 보운캠퍼스(대전광역시 중구 문화로 266)
- 충남대학교병원(대전광역시 중구 문화로 282)